# Ферментативний каталіз
Ферментати́вний ката́ліз (англ. enzyme catalysis, рос. ферментативный катализ) — каталіз хімічних реакцій за допомогою ферментів (ензимів). Процес відзначається високою специфічністю та надзвичайно високим, порівняно зі звичайним каталізом, пришвидшенням каталізованих процесів.
У простому випадку, коли перетворення субстрату (S) під дією ферменту (Е) йде через утворення фермент-субстратного комплексу за схемою:
E + S ⎯→ ES (k1): ES ⎯→ E + S (k–1): ES ⎯→ P + E (k2)
та при умові [S] >> [E], швидкість реакції описується рівнянням Міхаеліса — Ментен:
W = k1k2[E]o[S]/(k1[S] + k–1 + k2).